# Peribaea rubea
Peribaea rubea är en tvåvingeart som beskrevs av Louis-Paul Mesnil 1977. Peribaea rubea ingår i släktet Peribaea och familjen parasitflugor.
Artens utbredningsområde är Madagaskar. Inga underarter finns listade i Catalogue of Life.